# Кръсто Шкодров
Кръсто Шкодров (на македонска литературна норма: Крсто Шкодров, на английски: Steve Skoda) е австралийски общественик, анархист, от Македония.

## Биография
Роден е на 14 септември 1944 година в костурското село Поздивища, Гърция. Изведен е от Гърция по време на Гражданската война (1946 - 1949) с групата на децата бежанци и живее в лагер в Полша. Майка му, татко му и брат му се установяват в Пърт, а Кръсто Шкодров - в Сидни, Австралия. През първата половина на 80-те години заедно с Кръсто Янчев Димитров, Георги Чочков, Ангело Вретоски и други формира Народната македонска революционна организация със списанието „Глас на македонците“. По-късно се преселва в Пърт.
В 1984 година Шкодров заедно с Янко Томов, Гоце Таневски, Марко Спиркоски и Драги Спиркоски основават тайно Македонско културно-просветно дружество, което скоро сменя името си на Тайна народна македонска революционна организация. В 1988 година посещава срещата на децата бежанци в Търново, Битолско. При посещението си в Югославия се запознава с току-що пуснатия от Идризово Драган Богдановски. Същевременно Кръсто успява да издейства одобрение от видни егейци в УДБ-а и РСВР, за основаване на Подкомитет за Македонски човешки права в Пърт. Така Коста Ангелков, Ване Боршов и други комунисти, заедно с Йоте Ќандовски, Крис Ангелков, Яне Караджов и други антикомунисти в 1989 година основават подкомитета. Шкодров е технически редактор на органа на подкомитета „Македонски патриотски билтен“, в който редактори са Томов и Кандовски, както и технически редактор на „Македонски вестник“ в Пърт. Той свързва егейците от Пърт с Народната македонска революционна организация и „Глас на македонците“ от Сидни.
Умира на 12 юни 2005 година в Пърт.